# Гленн Юнгстрем
Гле́нн Ю́нгстрем (*7 вересня 1974, м. Гетеборг, Швеція) — шведський музикант, гітарист. Відомий за участю у таких музичних метал-колективах як In Flames, HammerFall, Dimension Zero. У цей час входить до складу шведського гурту The Resistance.

## Біографія
Гленн Юнгстрем народився у Гетеборзі. Був одним з засновників відомого шведського метал-гурту In Flames, у якому грав з 1993 по 1997 рік. Приблизно в той же час брав участь у становленні іншого, не менш відомого, колективу під назвою HammerFall. Саме його гітарні партії можна почути на дебютному альбомі цієї музичної формації, що отримав назву Glory to the Brave. Також у активі Юнгстрема міні-альбом Penetrations from the Lost World, який він записував у складі іншого сайд-проекту — Dimension Zero. У 1997 році змушений був припинити активні заняття музикою через необхідність пошуку постійної роботи зі стабільним прибутком.
Протягом наступних 14 років Гленн ще двічі тимчасово повертався до музики, записуючи нові альбоми у складі Dimension Zero, проте лише у 2011 об'єднався з колишнім партнером по In Flames Єспером Стрембладом у новому колективі The Resistance, куди окрім них увійшли й інші доволі відомі у Швеції та за її межами музиканти.

## Дискографія

### Музичні альбоми
In Flames
| Група     | Країна | Альбом                | Рік  | Формат | Лейбл         |
| --------- | ------ | --------------------- | ---- | ------ | ------------- |
| In Flames | Швеція | Lunar Strain          | 1993 | Альбом | Wrong Again   |
| In Flames | Швеція | Subterranean          | 1994 | EP     | Wrong Again   |
| In Flames | Швеція | The Jester Race       | 1996 | Альбом | Nuclear Blast |
| In Flames | Швеція | Black-Ash Inheritance | 1997 | EP     | Nuclear Blast |
| In Flames | Швеція | Whoracle              | 1997 | Альбом | Nuclear Blast |

HammerFall
| Група      | Країна | Альбом             | Рік  | Формат | Лейбл         |
| ---------- | ------ | ------------------ | ---- | ------ | ------------- |
| HammerFall | Швеція | Glory to the Brave | 1997 | Альбом | Nuclear Blast |

Dimension Zero
| Група          | Країна | Альбом                           | Рік  | Формат | Лейбл                 |
| -------------- | ------ | -------------------------------- | ---- | ------ | --------------------- |
| Dimension Zero | Швеція | Penetrations from the Lost World | 1997 | EP     | Regain                |
| Dimension Zero | Швеція | Silent Night Fever               | 2002 | Альбом | Century Media, Regain |
| Dimension Zero | Швеція | This Is Hell                     | 2003 | Альбом | Regain                |

The Resistance
| Група          | Країна | Альбом            | Рік  | Формат | Лейбл    |
| -------------- | ------ | ----------------- | ---- | ------ | -------- |
| The Resistance | Швеція | Rise from Treason | 2013 | EP     | EarMusic |
| The Resistance | Швеція | Scars             | 2013 | Альбом | EarMusic |
| The Resistance | Швеція | Torture Tactics   | 2015 | EP     | EarMusic |

### Співпраця
HammerFall
| Група      | Країна | Альбом                                 | Рік  | Пісні                                                                 |
| ---------- | ------ | -------------------------------------- | ---- | --------------------------------------------------------------------- |
| HammerFall | Швеція | Steel Meets Steel — Ten Years of Glory | 2007 | «Steel Meets Steel», «Glory To The Brave», «The Dragon Lies Bleeding» |
| HammerFall | Швеція | Masterpieces                           | 2008 | «Child of the Damned»                                                 |